# برنارد اچ.وی.۴۲
برنارد اچ.وی. ۴۲ (به انگلیسی: Bernard_H.V.42) یک هواگرد ملخ‌پیشین تک‌موتوره از نوع هواپیمای آب‌نشین ساخت شرکت Société des Avions Bernard است. هواگرد برنارد اچ.وی. ۴۲ نخستین پروازش را در ۱۰ مارس ۱۹۳۱ میلادی انجام داد. در مجموع، تعداد ۳ فروند از این هواگرد ساخته شده‌است.